# Tomasz Niemiec
Tomasz Jacek Niemiec – polski inżynier, doktor habilitowany nauk technicznych.

## Życiorys
Jest absolwentem Akademii Górniczo-Hutnicza w Krakowie, w 1979 r. obronił pracę doktorską pt. Analog pojemnościowy do określania deformacji górotworu powodowanych eksploatacją górniczą, w 2014 r. habilitował się na podstawie pracy zatytułowanej 1. Techniczne przedsięwzięcia związane z usuwaniem albo zapobieganiem negatywnym skutkom podziemnej eksploatacji. 2. Teoretyczne modelowanie skutków wpływu eksploatacji górniczej na górotwór i powierzchnię. 
Został pracownikiem naukowym w Politechnice Śląskiej.